# James Rothman
James Edward Rothman (Haverhill (Massachusetts), 3 november 1950) is een Amerikaans celbioloog. In 2013 kreeg hij samen met Randy Schekman en Thomas Südhof de Nobelprijs voor de Fysiologie of Geneeskunde voor hun ontdekkingen van het mechanisme dat het belangrijkste transportsysteem in onze cel regelt. In 2010 kreeg hij met Südhof en Richard Scheller de Kavli Prize.

## Biografie
Rothman studeerde natuurkunde aan Yale-universiteit, promoveerde in de Biologische chemie aan Harvard en deed een postdoc aan de Massachusetts Institute of Technology. Hij was werkzaam aan Stanford-universiteit en Princeton-universiteit voordat hij in New York aan het Memorial Sloan-Kettering Cancer Center de afdeling cellulaire biochemie en biofysica mocht oprichten. Hij was tevens vicevoorzitter van het Sloan-Kettering Institute.
In 2003 werd hij hoogleraar fysiologie aan Columbia-universiteit en hoofd van het onderzoekscentrum chemische biologie. Hij bekleedt de Fergus F. Wallace-leerstoel als hoogleraar biomedische wetenschappen aan Yale University en is voorzitter van de vakgroep celbiologie aan de Yale School of Medicine en de directeur van het nanobiologischinstituut aan de Yale West Campus. Rothman is lid van de National Academy of Sciences.

## Werk
Rothman heeft belangrijk fundamenteel onderzoek verricht met betrekking tot het ontrafelen van de complexe transportsystemen binnenin een lichaamscel.
Reeds bekend was dat in een cel, in het cytoplasma, uiterst kleine, door een membraan omgeven blaasjes bevinden die een verscheidenheid aan proteïnes transporteren naar de verschillende delen in het cytoplasma. Dit proces van proteïnetransport is van doorslaggevend belang voor onder andere de groei en deling van iedere cel. Onduidelijk was hoe dit proces van eiwitverplaatsing en membraanfusie, dat destijds als een van de belangrijkste onopgeloste geheimen binnen de celbiologie gold, in zijn werk gaat.
Om meer inzicht te krijgen in dit complexe proces infecteerde Rothman hersencellen met een VS-virus zodat deze cellen het virale eiwit VSV-G produceren. Wanneer dit eiwit in het Golgi-apparaat van de cel terechtkomt verandert de structuur ervan, die waarneembaar is. Op deze wijze ontdekte Rothman en zijn team van onderzoekers welke moleculaire mechanismen en grondslag liggen aan deze intracellulaire membraanfusie door aan te tonen dat de specificiteit van de fusie berust op de binding van zogenaamde SNARE-eiwitten tussen de membranen. Dit betreft een complex drie eiwitten waarvan er een (v-SNARE) zich bevindt op het transportblaasje, terwijl de twee andere (t-SNARE's) op het organelmembraan bevinden. Hebben de SNARE-eiwitten elkaar eenmaal gevonden, dan is de membraanfusie een feit. Omdat slechts een aantal v-SNARE's zich kunnen binden aan een bepaalde t-SNARE ontstaat een specificiteit die ervoor zorgt dat niet elk eiwitproduct zomaar overal afgeleverd kan worden.
Deze ontdekking van eiwittransport en membraanfusie verschafte inzicht in belangrijke fysiologische celprocessen, zoals het vrijkomen van insuline in de bloedbaan en de communicatie tussen zenuwcellen in de hersenen. Verstoringen in deze processen kunnen leiden tot ziektes als diabetes, verschillende neurologische afwijkingen en waarschijnlijk ook uitzaaiingen van kanker.
- Bibliothèque nationale de France: cb124533659 (data)
- CiNii: DA06926303
- Gemeinsame Normdatei: 1219896489
- International Standard Name Identifier: 0000 0000 8164 7076
- Library of Congress Control Number: nr93000602
- Nationale bibliotheek van Australië: 35329272
- Nationale Bibliotheek van Israël: 987007456181705171
- Nationale Bibliotheek van Polen: a0000002742391
- Nederlandse Thesaurus van Auteursnamen: 102529396
- ORCID: 0000-0003-4822-4161
- Réseau des bibliothèques de Suisse occidentale: 02-A003764180
- LIBRIS: 379585
- Système universitaire de documentation: 03369186X
- Trove: 913651
- Virtual International Authority File: 92128625
- WorldCat: E39PBJhX6kh49DRKfxFB4vmmVC

1901: Behring · 
1902: Ross · 
1903: Finsen · 
1904: Pavlov · 
1905: Koch · 
1906: Golgi, Ramón y Cajal · 
1907: Laveran · 
1908: Mechnikov, Ehrlich · 
1909: Kocher · 
1910: Kossel · 
1911: Gullstrand · 
1912: Carrel · 
1913: Richet ·
1914: Bárány · 
1919: Bordet · 
1920: Krogh · 
1922: Hill, Meyerhof · 
1923: Banting, Macleod · 
1924: Einthoven ·
1926: Fibiger · 
1927: Wagner-Jauregg · 
1928: Nicolle · 
1929: Eijkman, Hopkins · 
1930: Landsteiner · 
1931: Warburg · 
1932: Sherrington, Adrian · 
1933: Morgan · 
1934: Whipple, Minot, Murphy · 
1935: Spemann · 
1936: Dale, Loewi · 
1937: Szent-Györgyi · 
1938: Heymans · 
1939: Domagk · 
1943: Dam, Doisy · 
1944: Erlanger, Gasser · 
1945: Fleming, Chain, Florey · 
1946: Muller · 
1947: C. Cori, G. Cori, Houssay · 
1948: Müller · 
1949: Hess, Moniz · 
1950: Kendall, Reichstein, Hench · 
1951: Theiler · 
1952: Waksman · 
1953: Krebs,Lipmann ·
1954: Enders, Weller, Robbins · 
1955: Theorell · 
1956: Cournand, Forssmann, Richards · 
1957: Bovet · 
1958: Beadle, Tatum, Lederberg · 
1959: Ochoa, Kornberg · 
1960: Burnet, Medawar · 
1961: Békésy · 
1962: Crick, Watson, Wilkins · 
1963: Eccles, Hodgkin, Huxley · 
1964: Bloch, Lynen · 
1965: Jacob, Lwoff, Monod · 
1966: Rous, Huggins · 
1967: Granit, Hartline, Wald · 
1968: Holley, Khorana, Nirenberg · 
1969: Delbrück, Hershey, Luria · 
1970: Katz, Euler, Axelrod · 
1971: Sutherland · 
1972: Edelman, Porter · 
1973: Frisch, Lorenz, Tinbergen · 
1974: Claude, De Duve, Palade · 
1975: Baltimore, Dulbecco, Temin ·
1976: Blumberg, Gajdusek · 
1977: Guillemin, Schally, Yalow · 
1978: Arber, Nathans, Smith · 
1979: Cormack, Hounsfield · 
1980: Benacerraf, Dausset, Snell · 
1981: Sperry, Hubel, Wiesel · 
1982: Bergström, Samuelsson, Vane · 
1983: McClintock · 
1984: Jerne, Köhler, Milstein · 
1985: Brown, Goldstein · 
1986: Cohen, Levi-Montalcini · 
1987: Tonegawa · 
1988: Black, Elion, Hitchings · 
1989: Bishop, Varmus · 
1990: Murray, Thomas · 
1991: Neher, Sakmann · 
1992: Fischer, Krebs · 
1993: Roberts, Sharp · 
1994: Gilman, Rodbell · 
1995: Lewis, Nüsslein-Volhard, Wieschaus · 
1996: Doherty, Zinkernagel · 
1997: Prusiner · 
1998: Furchgott, Ignarro, Murad · 
1999: Blobel · 
2000: Carlsson, Greengard, Kandel ·
2001: Hartwell, Hunt, Nurse · 
2002: Brenner, Horvitz, Sulston · 
2003: Lauterbur, Mansfield · 
2004: Axel, Buck · 
2005: Marshall, Warren ·
2006: Fire, Mello ·
2007: Capecchi, Smithies, Evans ·
2008: Zur Hausen, Barré–Sinoussi, Montagnier ·
2009: Blackburn, Greider, Szostak ·
2010: Edwards ·
2011: Beutler, Hoffmann, Steinman ·
2012: Gurdon, Yamanaka ·
2013: Rothman, Schekman, Südhof ·
2014: O'Keefe, Moser, Moser ·
2015: Campbell, Omura, Tu ·
2016: Osumi ·
2017: Hall, Rosbash, Young ·
2018: Allison, Honjo ·
2019: Kaelin, Ratcliffe, Semenza ·
2020: Alter, Houghton, Rice ·
2021: Julius, Patapoutian ·
2022: Pääbo ·
2023: Karikó, Weissman ·
2024: Ambros, Ruvkun